# James Reynolds
James Reynolds es un deportista estadounidense que compitió en vela en la clase Star. Ganó dos medallas en el Campeonato Mundial de Star, plata en 1965 y oro en 1971.

## Palmarés internacional
| Campeonato Mundial | Campeonato Mundial                 | Campeonato Mundial | Campeonato Mundial |
| Año                | Lugar                              | Medalla            | Clase              |
| ------------------ | ---------------------------------- | ------------------ | ------------------ |
| 1965               | Newport Beach (Estados Unidos)     | Medalla de plata   | Star               |
| 1971               | Estrecho de Puget (Estados Unidos) | Medalla de oro     | Star               |